# Робърт Фицрой
Робърт Фицрой (на английски: Robert Fitzroy) е английски мореплавател, вицеадмирал, капитан на кораба „Бигъл“. Един от пионерите на съвременната метеорология, хидрограф и картограф, първи изследвал и нанесъл на карта най-южните части на атлантическото и тихоокеанското крайбрежие на Южна Америка, губернатор на Нова Зеландия.

## Ранни години (1805 – 1828)
Роден е на 5 юли 1805 година в Бъри Сейнт Едмънс, графство Съфолк, Англия, в благородническо семейство. През 1809 г. семейството му се премества в Уейкфийлд Лоудж (Wakefield Lodge), графство Нортхамптъншър, където преминава детството му. През февруари 1818 постъпва в Кралската военноморска академия в Портсмут и още на следващата година, едва 14-годишен, постъпва във флота. На 7 септември 1824 завършва академията и понеже е първи по успех във випуска си, му е присъдено веднага лейтенантско звание.

## Експедиционна дейност (1828 – 1836)

### Участие в плаването на Филип Паркър Кинг (1828 – 1830)
През 1828 г. Фицрой плава на кораба „Ганг“ във водите на Бразилия, а на 15 декември същата година е назначен за капитан на кораба „Бигъл“ след смъртта на предишния капитан Прингъл Стокс в ескадрата на капитан Филип Паркър Кинг, която патрулира покрай бреговете на Патагония. Самостоятелно от 1828 до 1830 изследва и картира части от бреговете на Огнена Земя и Патагония и извършва хидрографски измервания.

### Околосветска експедиция на „Бигъл“ (1831 – 1836)
От 27 декември 1831 до 2 октомври 1836 възглавява околосветска експедиция на кораба „Бигъл“. Първостепенна задача на експедицията е продължаване на картирането на източните брегове на Южна Америка от 13° ю.ш. до Магелановия проток и тихоокеанските брегове до 12° ю.ш. и детайлно картиране на Фолклъндските о-ви, Огнена Земя и Чилийския архипелаг. Друга основна задача поставена пред експедицията е от голямо научно значение – да се извършат хронометрични измервания в последователност по даден паралел около Земята, за да се определи точния меридиан в съответния пункт. Именно поради тази задача „Бигъл“ трябва да извърши околосветско плаване. И трета, но не задължителна задача, която трябва да изпълни експедицията, е да събере сведения в изследваните територии за естествената им история и съответните колекции. За тази задача обаче не са отпуснати никакви средства от правителството и Фицрой, който сам се интересува от естествена история, поканва за участие в новата експедиция току-що завършилия Кеймбридж, 22-годишен богослов и впоследствие прочут естествоизпитател Чарлз Дарвин.
От 28 февруари 1832 до 7 септември 1835 продължава започнатите по време на първото плаване картирания в района на Огнена Земя и Магелановия проток. През септември и октомври 1832 експедицията картира естуара Ла Плата, заливите Байя Бланка (39º 30` ю.ш.), Сан Матиас, Сан Хорхе и Байя Гранде. През това време Дарвин извършва екскурзии, като изучава природата на Уругвай, долното течение на река Парана, Аржентинската Пампа и Североизточна Патагония. От 16 декември 1832 до 25 февруари 1833 и от 2 февруари до 5 март 1834 картира архипелага Огнена Земя, в т.ч. западната част на протока Бигъл и протока Дарвин. През март и началото на април 1833 изследва и картира Фолклъндските о-ви. От 18 април до 8 май 1834 изследва и картира цялото течение на река Санта Крус в Патагония.
От юни 1834 до 20 октомври 1835 картира тихоокеанското крайбрежие на Южна Америка от Магелановия проток до Каляо в Перу, а след това о-вите Галапагос.
В края на 1835 в архипелага Туамоту открива остров Таиаро (15°45′ ю. ш. 144°38′ з. д. / 15.75° ю. ш. 144.633333° з. д., 6 км2) и атола Кауехи (15°50′ ю. ш. 145°07′ з. д. / 15.833333° ю. ш. 145.116667° з. д., 15 км2). След като посещава Таити и Северния остров на Нова Зеландия на 30 декември 1835 „Бигъл“ пристига в Сидни. Оттам през Тасмания и Югозападна Австралия на 2 октомври 1836 г. експедицията се завръща в Англия.
След завръщането си от петгодишното плаване Фицрой написва и издава книгата „Narrative of... voyages of HMS...“ (London, 1839, v. I-III), която излиза в три тома, като в първия се описва цялата хроника на плаването, във втория са представени картографски, хидрографски и метеорологически измервания, а в третия – карти, схеми и диаграми и в сбит формат дневника на Дарвин. През 1837 Кралското географско дружество го награждава със златен медал.

## Следващи години (1836 – 1865)
На 26 декември 1843 г. Фицрой е назначен за втори губернатор на Нова Зеландия и заема този пост до 18 ноември 1845, когато е отзован предсрочно поради несправяне със задълженията си. През 1850 г. се оттегля от активна служба във флота и се посвещава на научни изследвания.
През 1854 г. е назначен за директор на първата в света метеорологична служба в Лондон. Метеорологичните прогнози, давани от службата, в началото са изключително неточни и предизвикват множество подигравки по негов адрес. Фицрой се смята за първия в света метеоролог и терминът „прогноза за времето“ е негов патент. За заслугите си е произведен в чин вицеадмирал.
Умира в графство Съри на 30 април 1865 година като се самоубива, вследствие на перманентната депресия, от която страда от детски години.

## Памет
Неговото име носят:
- вид кипарис – Cupressoides Fitzroya;
- връх Маунт Фицрой (76°52′ с. ш. 96°35′ з. д. / 76.866667° с. ш. 96.583333° з. д.) в най-северозападната част на остров Девън в Канадския арктичен архипелаг;
- връх Монте Фицрой (49°16′ ю. ш. 73°04′ з. д. / 49.266667° ю. ш. 73.066667° з. д., 3405 м) в Андите, на границата между Чили и Аржентина;
- град Фицрой (47°02′ ю. ш. 67°15′ з. д. / 47.033333° ю. ш. 67.25° з. д.) в Аржентина, провинция Санта Крус;
- залив Фицрой (72°09′ с. ш. 95°00′ з. д. / 72.15° с. ш. 95° з. д.) на югозападното крайбрежие на остров Съмърсет, Канадски арктичен архипелаг;
- нос Фицрой (75°32′ с. ш. 79°56′ з. д. / 75.533333° с. ш. 79.933333° з. д.) на североизточния бряг на остров Девън, Канадския арктичен архипелаг;
- остров Фицрой (45°50′ ю. ш. 74°00′ з. д. / 45.833333° ю. ш. 74° з. д.) в Чилийския архипелаг, Чили;
- проток Фицрой (52°45′ ю. ш. 71°25′ з. д. / 52.75° ю. ш. 71.416667° з. д.) в Чилийския архипелаг, Чили, между остров Риеско на запад и континента на изток;
- река Фицрой (устие, 17°26′ ю. ш. 123°34′ и. д. / 17.433333° ю. ш. 123.566667° и. д.) в щата Западна Австралия, вливаща се в залива Кинг на Индийския океан;
- селище Фицрой (51°47′ ю. ш. 58°14′ з. д. / 51.783333° ю. ш. 58.233333° з. д.) в източната част на Фолкландските о-ви.